# Каталин Варга
Каталин Варга (мађ. Varga Katalin; Халмађ, 22. август 1802 — Халмађ, после 1852) Она је била предводник рударског устанка у Ердељу током 1840-их. Ова племкиња је најпре тражила правду за себе у Бечу, али путујући кроз области Цара Моцилора (Камена земља) и сусретајући се са жалбама румунских рудара из Залатне, одлучила је да се заложи и за њихове проблеме. Тако да је постала борац за права Румуна са планина Апусени. Иако су њене петиције биле размотрене, власти су је означиле као опасну субверзивку и ухапсиле су је уз помоћ Андреја Шагуне, православног епископског викара. Провела је четири године у притвору, а затим је осуђена на три месеца затвора, плаћање судских трошкова и протеривање из Трансилваније због државне безбедности, нарушавања јавног реда и подбуњивања кметова против господара. После изласка из затвора, провела је остатак живота у свом родном селу под полицијским надзором.

## Живот

### Породица и рани живот
Каталин Варга је рођена у породици осиромашеног племства 22. августа 1802. године у Халмађу у Ердељу, (данас Халмеаг, Румунија) Трансилванија. Њен отац Јанош Варга и њена мајка Каталин Росондаи били су мали земљопоседници и сами су обрађивали своју земљу. Једино помињање њиховог племићког статуса налази се у једној молби из 1846. године. Рано је остала без родитеља. Отац јиој је умро када је имала осам година а мајка две године после. Каталин Варгу је од 10. године одгајала тетка, заједно са млађом сестром Илонком и братом. Осим свог матерњег језика, мађарског, говорила је и румунски и немачки. По њеној изјави, била је лутеранка. Са 20 година удала се за Ђерђа Келемена, богатог колара, са којим је имала двоје деце. Придружила му се и у његовом послу, трговини конопљом. У првим данима посао је доносио профит; али су касније давали кредит купцима који га нису вратили. У међувремену су се Варга и Келемен развели, а он је убрзо преминуо.

### Случај ужара
Извесни ужар из Брашоа (данас Брашов, Румунија) дуговао јој је суму од 631 форинте. Варга је поднела тужбу против њега Брасоовом општинском већу, што није дало резултата, па је отпутовала у Беч да затражи помоћ на тамошњем краљевском двору. Краљевска канцеларија је 1. августа 1839. изјавила да не може донети одлуку и вратила случај Брасоу. Овде је случај одуговлачио без решења, па се у априлу 1840. вратила у Беч, где је од суда захтевала да општинско веће Брасо реши ствар. Изнова и изнова није се могло доћи до решења, и на крају је окружни судија одбацио случај и послао га у архиву. Варга је оставила своје имовинске губитке иза себе и покушала да започне свој живот изнова. Године 1840, током свог путовања у и из Беча, срела се са рударима из села Абрудфалва, Бучоњ и Абрудкерпењеш. Ова села су била део Залатне ризнице (мађ. zalatnai kincstári uradalom), у време када су били умешани у спор са својим станодавцем који је укључивао његову неспремност да им исплати њихов део прихода од рудника злата. Становници три села поверили су Варги свој случај и од тог тренутка њихови интереси су постали њени.

### Случај три села
Након што се Каталин преселила у Буцијум, припремила је петицију коју је сама потписала и донела у Беч. У њему су наведене жалбе три села: узнемиравање од стране официра, повећање принудног и опште кршење привилегија сељака. У јануару 1841. молба је дошла пред власти. Године 1842. извршне власти су послале комисију за утврђивање чињеница, али у ствари о повезаности са посебном ствари, оно су испитивали незаконито коришћење шуме од стране сељана. Представник, заменик поручник Мењхарт Фосто, пресудио је против сељана. У свом извештају, он је закључио да је „разлог немира сељака [то што су их подстицали] извесни добро плаћени писци и званичници, који профитирају на овом стварању невоља“. Као одговор на то, Каталин је саветовала сељане да наставе да користе онолико дрва колико желе за своје домове и пећи и да отерају чуваре шума. Што они вероватно и јесу, и предвидљиво у марту 1843. Краљевска канцеларија поново отворила случај.
Док је случај трајао, 6. маја 1843. године група мештана Детунате, предвођена Каталином, наоружала се штаповима и секирама и кренула против државних чиновника који су почели да саде дрвеће на земљишту сељана. На крају нико није повређен, али су сељани уништили младице. Овог пута заменик поручник Фосто одлучио је и за петицију из 1841. и за страну сељана Детунате. Трезор је, међутим, био незадовољан овим и означио Каталин Варгу као „опасног бунтовника“ и „преваранта“. Ово означава почетак неколико неуспешних покушаја окружних власти да заробе Варгу.

### Активни отпор
Од 18. века, били су учестали покушаји да се румунско становништво преобрати из православља у гркокатолицизам. У оквиру тих напора, Беч је покушао да умири сељаке тако што ће им дати 1000 форинти за подизање нове гркокатоличке цркве у Бучоњу. Међутим, 25. априла 1845. године, уочи почетка градње, мештани су се побунили, мислећи да се гради владина канцеларија. Думитру Никоара и остали су се успротивили изградњи, наводећи да је земљиште у власништву сељака. Власти у Бечу су сматрале да је Варга главни инстигатор проблема, због чега јој је забрањено путовање у Беч, а њене касније петиције су редовно одбијане.
На дан 9. марта 1845. године, Варга је одржала говор пред црквом у Абрудфалви, изражавајући протест против државних службеника који су секли дрва из шума села. Тражила је и помоћ локалног адвоката Самуела Сакача Микеша у борби против нових владиних ограничења на алкохол. Њен утицај је брзо довео до притиска на заменика поручника Фостоа, који је затим почео да разговара и покушава да саветује сељане, али са ограниченим успехом. У Бучоњу, Каталин Варга и 50 наоружаних следбеника штаповима су приступили дворишту судије Јона Плеше Данчуа, тражећи објашњења о њиховим пореским новцима, што је резултирало мањим сукобом. У извештајима о овим догађајима, Варга је оптужена за подстрекавање, док је Министарство финансија наставило са притисцима за њено хапшење.
На вест о сељачком устанку у Галицији 10. августа 1846. године, канцелар барон Самуел Јосика и генерални гувернер гроф Јожеф Телеки затражили су војну помоћ од генерала Антона Фрајхера фон Пухнера. У тој ситуацији, Варга је лично отишла у Беч и поднела петицију у којој је признала грешке своје и села, затражила помиловање и захвалила суду на стрпљењу, али је такође истакла нерешене проблеме села. Петиција је укључивала и посебно писмо из три села која су преузела одговорност за Варгине поступке, обезбеђујући њен безбедан пролаз у Беч. Тражили су и независно испитивање питања села и заустављање сваке војне интервенције док се испитивање не заврши. Забринут за могућу отворену побуну, канцелар Јосика је обуставио војне акције и потражио помоћ од Андреја Шагуне, који је 27. јуна 1846. постављен за викара.

### Затвор и наредне године
Власти су биле незадовољне тврдњама и насталом ситуацијом, па су предузеле мере да затворе Варгу као подстрекача. Уз помоћ резидентног бискупа Шагуне, она је ухапшена по измишљеним оптужбама у јануару 1847. године. Прво је била заточена у Нађењеду, а потом у Ђулафехервару, где је провела скоро четири године без суђења.
Суђење је коначно одржано 1851. године, са изреченом казном од три месеца. По одслужењу казне, Варга је прогнана у своје родно село Халмађ. Претпоставља се да је тамо провела остатак свог живота и да је умрла након 1852. године.

## Постхумна признања
Године 1977. мештани села у Халмеагу подигли су споменик Каталини Варги у дворишту локалне цркве. Током румунске комунистичке ере, колективна фарма Халмеаг је добила име по њој. Године 1951. Средња школа за девојке у Солноку, у Мађарској, усвојила је назив „Средња школа Варга Каталин“, који је задржала до данас. Такође, у Румунији неколико улица носи име Екатерина Варга, што је румунски облик њеног имена.